# استیوارت ماکرا
استورات ماکرا (به انگلیسی: Stuart Macrae) بازیکن فوتبال زادهٔ ۱۸۵۵ اهل کشور انگلستان بود که سابقهٔ بازی در تیم ملی فوتبال انگلستان را در کارنامهٔ خود دارد. وی در تاریخ ۳ فوریه ۱۸۸۳ نخستین بازی ملی خود را در مقابل تیم ملی فوتبال ولز انجام داد و با حضور در ۶ بازی ملی، در تاریخ ۱۷ مارس ۱۸۸۴ واپسین بازی ملی‌اش را در برابر تیم ملی فوتبال اسکاتلند برگزار کرد.